# La statue
La statue, czyli Statua – opera w trzech aktach i pięciu obrazach Ernesta Reyera do libretta Michaela Carrégo i Juliusza Barbiera, oparta na opowieściach z Księgi tysiąca i jednej nocy oraz sztuce karnawałowej La statue merveilleuse Alain-Renégo Lesage’a i Jacques-Philippe’a d’Ornevala.
Aczkolwiek w swej treści opera ta zawiera elementy orientalne, muzycznie ma niewiele wspólnego z kulturą arabską, tkwiąc mocno w tradycji muzyki europejskiej generalnie, a francuskiej w szczególności. Oryginalnie pomyślana jako tak zwana „opera komiczna” (z dialogami mówionymi przeplatanymi ze śpiewem), Statua stała się już nawet w pierwotnej, prapremierowej wersji niemal kompletną operą śpiewaną, z użyciem recytatywów i tylko nielicznymi fragmentami mówionymi.

## Historyczne wykonania
Prapremiera Statuy odbyła się w Teatrze Lirycznym (Théâtre Lyrique) w Paryżu w dniu 11 kwietnia 1861 roku i była bardzo entuzjastycznie przyjęta. Sam Jules Massenet, który brał udział w tej premierze, grając na kotłach w orkiestrze, pisał o tym wydarzeniu później w Moich wspomnieniach: „Znakomita partytura! Ogromny sukces!”. Do sezonu 1862/63 włącznie Statua wystawiono 59 przedstawień, imponującą liczbę jak na owe czasy. Następnie opera ta była wystawiona w Brukseli w 1865, w Paryskiej Operze Komicznej (Opéra-Comique) w 1878, w Monte Carlo w 1890 i w końcu na scenie samej Opery Paryskiej (Paris Opéra) w 1903. W tym ostatnim przypadku otrzymała ona już tylko 10 przedstawień. Po śmierci Reyera w 1909 została praktycznie zapomniana i nie była nigdzie, jak dotąd, wznawiana.

## Wersje
Statua posiada dwie wersje. Obie mają trzy aktową strukturę formalną, lecz różnią się zasadniczo materiałem zawartym w akcie drugim. Pod wpływem krytyki i w nadziei wejścia z nią na scenę Opery Paryskiej, która wymagała baletu (nawet Wagner musiał zrewidować swego Tannhäusera, aby go mógł tam wystawić), Reyer skreślił prawie wszystkie elementy komiczne z libretta i dokomponował bardzo rozbudowany balet do drugiego aktu, tym samym skreślając część muzyki z tegoż aktu: Duet komiczny pomiędzy Amgiadem i Kaloumem, Romans Margyany, Cavatinę Sélima. Także sceny chóralne zostały zmienione lub obcięte. Dopiero druga część tego aktu, poczynając od wersetów Margyany i finał, zostały w większości zachowane. W zrewidowanej wersji zostały wyeliminowane także kuplety Moucka z aktu pierwszego i trzeciorzędna rola Alego.

## Soliści prapremiery
| Role           | Głosy             | Aktorzy prapremiery, 11 kwietnia 1861 r. (Dyrygent: Adolphe Deloffre) |
| -------------- | ----------------- | --------------------------------------------------------------------- |
| Margyane       | sopran            | Marie-Julie Baretti                                                   |
| Sélim          | tenor             | Jules-Sébastien Monjauze                                              |
| Mouck          | tenor             | Adolphe Girardot                                                      |
| Amgiad         | bas (lub baryton) | Mathieu-Émile Balanqué                                                |
| Kaloum-Barouck | bas komiczny)     | Émile Wartel                                                          |
| Ali            | tenor             | Jean-Blaise Martin                                                    |

## Instrumenty orkiestry
- Instrumenty dęte drewniane: 2 flety (także flet piccolo), 2 oboje, 2 klarnety, 2 fagoty
- Instrumenty dęte blaszane: 4 rogi, 4 trąbki, 4 puzony
- Kotły, perkusja
- Klasyczne instrumenty smyczkowe, 2 harfy

## Miejsce i czas akcji
Miejsce akcji:
- Akt 1: Damaszek, wśród ruin Baalbeku
- Akt 2: Mekka
- Akt 3: pustynia i podziemne państwo Dżinnów

Czas: legendarny.

## Streszczenie

### Akt 1
Sélim, młody Arab z Damaszku, bogaty i lubieżny, nudzi się. Z pomocą fortuny pozostawionej mu przez ojca wyczerpał już źródło wszelkiej rozkoszy. Teraz zaś, leżąc pomiędzy innymi równie znudzonymi i beznadziejnie przegranymi kompanami, zadurza się z nimi w oparach opium (chór: "Ô vapeur embaumée").
Pogrążony w rozmarzeniu, bez żadnych iluzji, szybko tracąc pieniądze, Sélim nie jest pewny, w jakie nowe szaleństwo ma się teraz pogrążyć, gdy nagle Dżinn Amgiad (w przebraniu ubogiego derwisza) pojawia się przed nim i przedstawia jako posłaniec potężnego Dżinna, protektora jego rodziny, który wziął litość nad jego losem. Jeśli Sélim zechce wysłuchać jego porady, to on, tajemniczy derwisz wskaże mu drogę do centrum ziemi, gdzie będzie mógł znaleźć wszelkie bogactwa, jakie tylko będzie mógł sobie wyobrazić. Amgiad skłania spragnionego nowych przygód i skarbów Sélima do złożenia mu przysięgi, iż stawi się on w umówionym miejscu i czasie, po czym znika. Rozbujała na nowo wyobraźnia Sélima uwalnia go natychmiast z opiumowego oszołomienia. Decyduje się on wyruszyć natychmiast w towarzystwie swego sługi Moucka w pogoń za nową chimerą.
Sélim i Mouck przybywają w umówione miejsce, w pobliżu ruin starożytnego miasta Baalbeku. Tutaj, przy fontannie, Sélim spotyka młode dziewczę (duet "Mais, je veux te connaître"), która oferuje znużonemu podróżnikowi wodę ze źródła fontanny, a on, zaspokoiwszy pragnienie, czuje naturalny pociąg do tejże litościwej i służebnej nieznajomej o miłym głosie i pragnie ujrzeć jej wdzięki. Nie od razu jednak ona ulega mu wyjawiając swe imię: nazywa się Margyane, jest uboga, matka jej umarła, gdy była jeszcze dzieckiem, a kiedy teraz nawet i ojciec odszedł na zawsze, nie ma już tutaj nikogo. Ma wkrótce wyruszyć wraz z karawaną do Świętego Miasta. Karawana czeka. Czas jest krótki. Naprzód opiera mu się, ale gdy ten nalega i pochlebia jej pięknymi słowami pięknymi, Margyane zgadza się ukazać skrawek swej przesłoniętej twarzy. Oczywiście Sélim jest olśniony jeszcze bardziej niż przedtem jej pięknością i natychmiast deklaruje jej swą miłość. Całuje ją. Ale to już jest zbyt wiele dla niej. Nie dowierzając mu i sobie samej, w nagłym przestrachu rozbudzonej nagle pasji miłosnej, wymyka się mu z rąk i odchodzi, obiecując jednak wkrótce raz jeszcze powrócić. W pobliżu miejsca pojawia się zaś nagły protektor: zawsze czuwający Amgiad.
Sélim, zmieszany jego obecnością i tym, że był świadkiem jego nieudanego "podboju", okazuje swe niezadowolenie. Raz jeszcze Amgiad upewnia się, że wszystko czego Sélim pragnie, to te obiecane przezeń podziemne skarby, w balladzie ostrzegając go jednocześnie o potędze miłości. Ale Sélim nie chce słuchać żadnych ostrzeżeń ani porad: jest gotów, dotrzymał swojej obietnicy przybycia w to odludne miejsce, a czy teraz ten, co rozbudził jego pożądanie dotrzyma w zamian swojej obietnicy? Siłą swych czarów Amgiad otwiera przejście do podziemnego królestwa i Sélim schodzi, aby wypełnić swe przeznaczenie. Podczas jego nieobecności karawana pielgrzymów pojawia się w pobliżu. Pośród niej jest i Margyane, która nie zastawszy więcej Sélima, wyraża swe rozczarowanie ("Hélas! il n'est plus là...") i przyłącza się do karawany, która wyrusza w daleką drogę.
Wkrótce Sélim pojawia się znowu. Przytłoczony i oszołomiony przeżytymi wrażeniami opowiada swemu słudze z entuzjazmem o swoich podziemnych przygodach (Wielki Recytatyw). Widział tam dwanaście bogato zdobionych statui i jeszcze piękniejsza trzynastą, którą ma otrzymać na własność, jeśli do podziemi przyprowadzi niewinną i biedną dziewczynę, którą wcześniej zgodzi się poślubić. Tę przysięgę Sélim złożył duchom-strażnikom podziemi, nie zdając sobie jeszcze zupełnie sprawy, jaki skutek przyniesie dla niego w przyszłości. Objawiający się ponownie Amgiad poddaje mu pomysł: zna on pewnego handlowca oliwek w Świętym Mieście, który ma młodą siostrzenicę na wydaniu; niech Sélim poprosi go o jej rękę i tym samym będzie mógł dotrzymać swojej obietnicy. Nie zupełnie świadomy tego, co czyni, Sélim zgadza się, a duchy podziemne wywołane przez Amgiada są świadkami powziętej przysięgi, podczas gdy akt kończy się wielce dramatyczną sceną zbiorową (chór: "Tremble, si ton cœur oublie, La promesse qui te lie.")

### Akt 2
Akcja przenosi się to Mekki, do dworu bogatego handlowca oliwek, Kaloum-Baroucka, gdzie właśnie odbywa się ceremonia ślubna. Za namową Amgiada-"derwisza" Sélim poprosił o rękę jego siostrzenicę, która zgodnie z arabskim zwyczajem ma twarz przesłoniętą i nie jest wprost przezeń rozpoznaną. Długi balet następuje po weselnych śpiewach (w oryginalnej prapremierowej wersji opery to Mouck, sługa Sélima, przybył tu najpierw aby w imieniu swego pana zapytać Kalouma o jej rękę, ale porywczy Kaloum, który sam planował ożenić się ze swoją siostrzenicą, kazał go wychłostać. W humorystycznym dialogu "Duo buffo" Amgiad, przybrawszy postać Kalouma, powoduje jego dezorientację i wyrzuca z domu jako intruza, przekupując jego własną służbę.)
Kiedy ceremonia ślubna jest zakończona, Kadi (arabski sędzia) (znowu Amgiad w przebraniu) łączy małżonków w unii, a jednocześnie przypomina Sélimowi o złożonej przysiędze. Sélim ma zezwolenie spojrzeć teraz na swą oblubienicę, która opowiada zebranym (w trzeciej osobie) historię swej rozterki i dawnego spotkania z nieznajomym pod fontanną. Sélim z trwogą i nagłym pobladnięciem rozpoznaje ją natychmiast i przypomina sobie o złożonej przysiędze. Nie spodziewał się przecie, że to nie kto inny, lecz Margyana zostanie jego żoną, i to ją teraz, czystą i nietkniętą, zgodnie z daną obietnicą, będzie musiał wymienić na ten pożądany uprzednio skarb: tę przepyszną statuę z podziemia! Blady i zatrwożony, ku zdumieniu i pytaniach ogółu, nie ma jednak odwagi wyjawić przyczyny swej nagłej słabości, nawet wobec swej młodej małżonki. Gdy chór żegna odchodzącą parę, a Amgiad zapewnia wszystkich, że Sélim dotrzyma z pewnością swojej przysięgi, kurtyna zapada.

### Akt 3
Sélim wraz z Margyaną i swym sługą podróżuje poprzez pustynię. Są już prawie u kresu sił. Wśród gwałtownej burzy (Samum) rozpaczliwa walka gorze w duszy młodzieńca pomiędzy miłością dla Margyany i przysięgą, którą tak nieopacznie złożył Amgiadowi i podziemnym duchom. Zdesperowany, pod wpływem nalegań żony, wyznaje jej teraz przyczynę swego dziwnego zachowania i prosi o przebaczenie. Przeklinając swe poprzednie szaleństwa i pożądanie bogactwa, wyznaje jej swoją miłość i zaprzysięga, że tylko ona jest wszystkim czego naprawdę pragnie (drugi duet miłosny).
Gdy Amgiad (ponownie w przebraniu derwisza) przybywa wkrótce, aby żądać odeń wypełnienia jego przysięgi, Sélim powtarza mu dokładnie to samo: za nic w świecie jej nie odda, choćby nie wiadomo co. Nawet najstraszliwsze groźby potępieina wiecznego za złamanie przysięgi, przedstawione przez Amgiada w wielce dramatyczne scenie (trio), nie są w stanie odwrócić teraz jego decyzji. Widząc aż taką desperację i determinację, Amgiad już był gotów dać mu spokój i odejść, zartwożona Margyane, która opodal podsłuchała ich dialogu, zastępuje mu nagle drogę i decydując poświęcić się dla ocalenia duszy ukochanego, oddaje się w ręce Dżinna. Zdesperowany Sélim sięga po swój miecz, aby ją bronić, ale on wypada mu z ręki na magiczny znak Amgiada. Przy pomocy czaru Amgiad sprawia, że nagłe znużenie ogarnia porywczego oblubieńca i zapada on w głęboki sen, w ostatnich słowach wyznając jeszcze raz swą miłość do żony. W paru ostatnich wersetach Margyane żegna męża, po czym odchodzi we łzach za Amgiadem. Gdy Sélim budzi się wkrótce po ich odejściu, podziemne duchy oznajmiają mu, że statua należy teraz do niego, gdyż przysięga została wypełniona. Powracając szybko do przytomności, Sélim przypomina sobie, co zaszło i widząc, że nie ma już więcej Margyany, i myśląc że stracił ją na zawsze, pełny miłosnego bólu i wściekłości, zdesperowany wybiega w pustynię zdeterminowany chęcią zniszczenia owej "nagrody", która kosztowała go tak drogo.
W podziemnym państwie, pomiędzy bogatymi statuami, Dżinni tańczą i śpiewają, oczekując przybycia zdobywcy trzynastej magicznej statuy i jej "pustego" postumentu. Wkrótce i on sam przybywa rościć swe prawo do nagrody. Ale ma tylko jeden cel na oku: zniszczyć to źródło swego nieszczęścia. W decydującym momencie, gdy już był się zamachnął, by zadać fatalny cios, ku swemu zdumieniu widzi Margyanę stojącą na trzynastym postumencie! Amgiad objawia się w swoim właściwym stroju króla Dżinnów i delikatnie popycha Margyanę w objęcia Sélima, który prosi o wybaczenie za swą ostatnią pomyłkę. Ku powszechnej zbiorowej radości, Amgiad tymi słowami kończy operę, podsumowując jej morał:
Il est un trésor
Plus rare que l’or
De toute la terre,
Plus pur que le jour:
C’est le doux mystère
Qu’on appelle amour.

## Nagrania
Jakkolwiek nie istnieje jeszcze żadne nagranie tej opery z udziałem "żywej" orkiestry, pełne nagrania La statue zostały zrobione i są dostępne:
- ogólnodostępne nagranie (aranżacja na sekstet fortepianowy) na stronie IMSLP[2],
- komercyjne nagranie z użyciem VST (nowa instrumentacja: Voytek Gagalka) na stronie Amazon.com[3].